# Hertogdom Opper-Beieren (1349-1392)
Het hertogdom Opper-Beieren was een hertogdom in het Heilige Roomse Rijk dat bestond van 1349 tot 1392.
Het gebied ontstond na de deling van het hertogdom Beieren. Toen verkregen Lodewijk V samen met Lodewijk VI en Otto Opper-Beieren. Na de dood van Meinhard in 1363 probeerde Stefanus II het hertogdom te erven, maar dit mislukte omdat zijn broer Lodewijk VI hem de rechten op het hertogdom ontzegde en zelf over Opper-Beieren bleef regeren. Na het overlijden van de kinderloze Lodewijk VI en Otto V erfden de zonen van de inmiddels overleden Stefanus II eerst samen het hertogdom, maar in 1392 werd het gebied verdeeld in Beieren-Ingolstadt, dat geregeerd werd door Stefanus III, Beieren-Landshut, dat geregeerd werd door Frederik, en Beieren-München, dat geregeerd werd door Johan.

## Hertogen
- 1347-1361 Lodewijk V
- 1347-1365 Lodewijk VI
- 1347-1379 Otto V, waarna de zonen van Stefan II (Johan III, Stefan III en Ernst) het gebied erven
- 1361-1363 Meinhard